# Šprinc
Šprinc je naselje u slovenskoj Općini Razkrižju. Šprinc se nalazi u pokrajini Štajerskoj i statističkoj regiji Pomurju. 

## Stanovništvo
Prema popisu stanovništva iz 2002. godine naselje je imalo 112 stanovnika.